# Moi, Delphine, 13 ans...
Moi, Delphine, 13 ans... est un roman épistolaire de Brigitte Peskine paru en 2004. Il raconte l'histoire de Delphine, une jeune fille préadolescente de 13 ans et en difficulté qui vit dans un foyer d'accueil, avec sa sœur, Élodie et son frère, Steve.

## Résumé
Pas facile la vie pour Delphine (qui est en 4°), qui vient d'être placée dans un Village d'enfants par décision de justice. Tout est lourd à supporter : le souvenir des coups et de l'alcoolisme de ses parents ; l'incompréhension des élèves au collège, la cohabitation avec sa sœur de 11 ans, son petit frère de 7 ans qui n'en font qu'a leurs têtes, les jumeaux mais elle parvient à s'accrocher grâce aux lettres qu'elle envoie à Audrey, une ancienne camarade de classe du collège de Vitry…Mais qui est vraiment Audrey ?

## Thèmes du roman
La Lettre
Ce livre est un roman épistolaire. L'échange de lettres permet de s'identifier à l'émetteur. Cette correspondance est une thérapie pour Delphine qui s'en sert comme d'un journal intime. Elle permet aussi de maintenir de mystère sur le destinataire qui est Audrey.
L’amour
Delphine a un rapport très complexe avec l'amour à cause de son histoire non familiale et personnelle.
L’adolescence
Ce roman traite des préoccupations liées à l'adolescence : le collège, la menstruation, le corps qui change...
La vie en foyer
Le fonctionnement des villages d'enfants est précisément décrit. Delphine supporte mal que le fait d'être "mère" soit une profession.